# Красноголовый муравей
Красноголовый муравей (лат. Formica truncorum) — вид средних по размеру муравьёв рода Formica из подсемейства Formicinae (Formicidae).

## Распространение
Северная Евразия: встречаются в лесных биотопах от Европы до Сибири, Средней Азии и Дальнего Востока. Монголия и северо-западный Китай, а также Япония, с учётом синонимизации в 2021 году таксона Formica yessensis.

## Описание
Длина тела самок около 1 см, рабочих от 4,2 до 11 мм. От близких видов рода отличаются почти полностью красноватой головой. Брюшко буровато-чёрное, грудка красновато-бурая. Всё тело покрыто многочисленными прямыми отстоящими волосками. Встречается на опушках, полянах и вырубках в широколиственных лесах и остепненных участках. Муравейники напоминают гнёзда рыжих лесных муравьёв, это небольшие насыпные кучи из растительных остатков около пней и мёртвой древесины, высота гнёзд до 30 см.
- Подвиды
  - Formica truncorum finzii Stitz, 1939

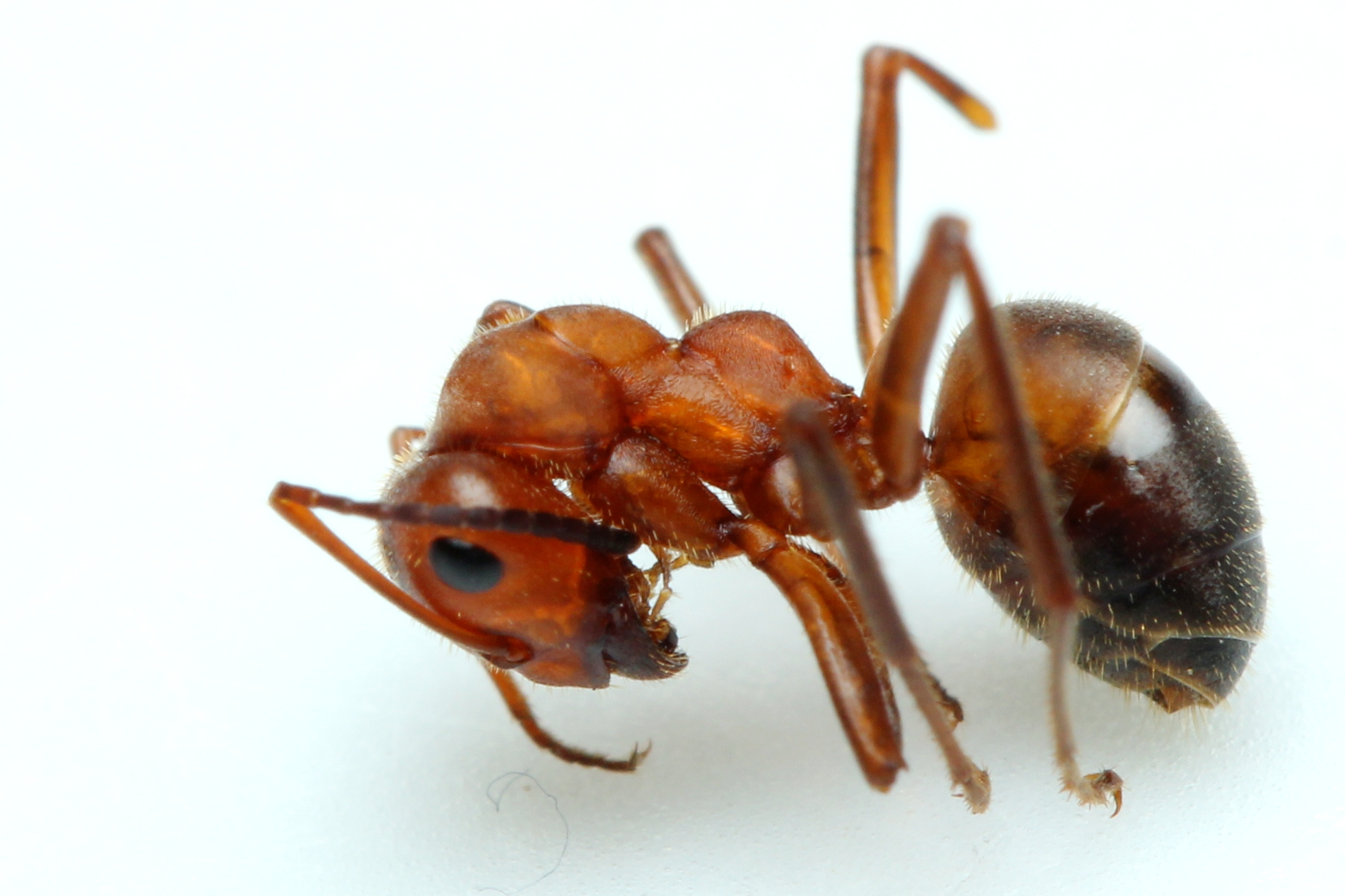

  - Formica truncorum frontalis Santschi, 1919
  - Formica truncorum truncorum Fabricius, 1804

## Охранный статус
Включён в Красную книгу Кемеровской области в статусе редкого вида (3-я категория, редкий вид).
Включён в Красную книгу Челябинской области.